# Bečej

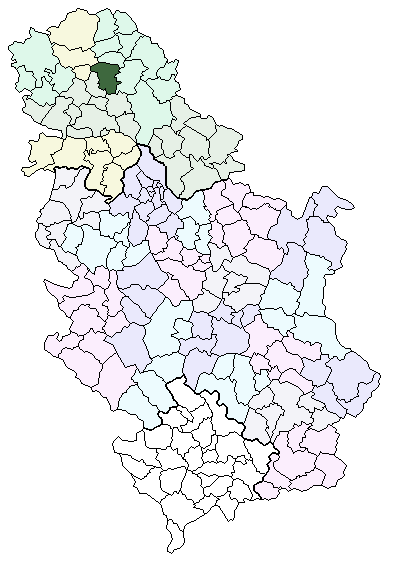
Bečej i Serbien

Bečej (serbisk kyrilliska: Бечеј; ungerska: Óbecse) är en stad belägen i den provinsen Vojvodina i norra Serbien.

## Historik
Bečej nämns första gången år 1091.

## Invånare
Staden har 26 000 invånare och kommunen 41 000. De flesta av invånarna är ungrare (48,8%) eller serber (41,1%).

## Orter
Följande orter ligger i kommunen:
- Bačko Gradište (Бачко Градиште; ungerska: Bácsföldvár)
- Bačko Petrovo Selo (Бачко Петрово Село; ungerska: Péterréve)
- Mileševo (Милешево; ungerska: Drea)
- Radičević (Радичевић)

## Galleri

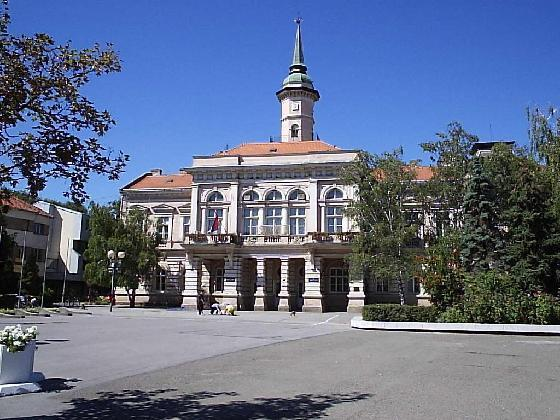
Stadshuset i Bečej
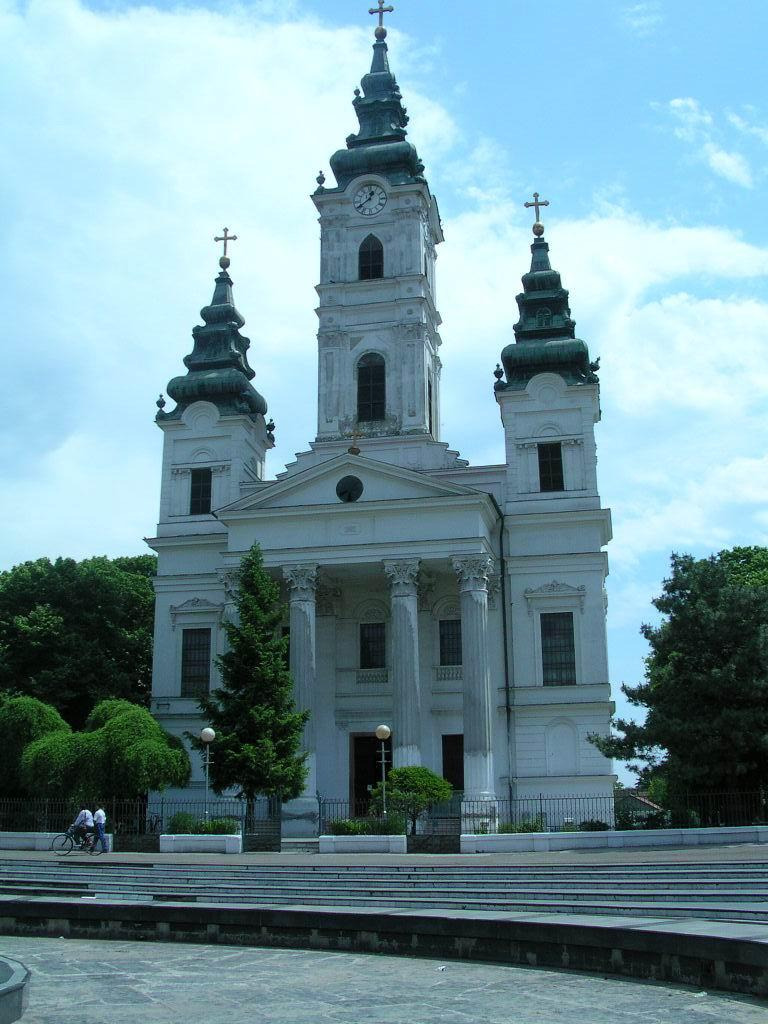
Ortodoxa kyrkan i Bečej
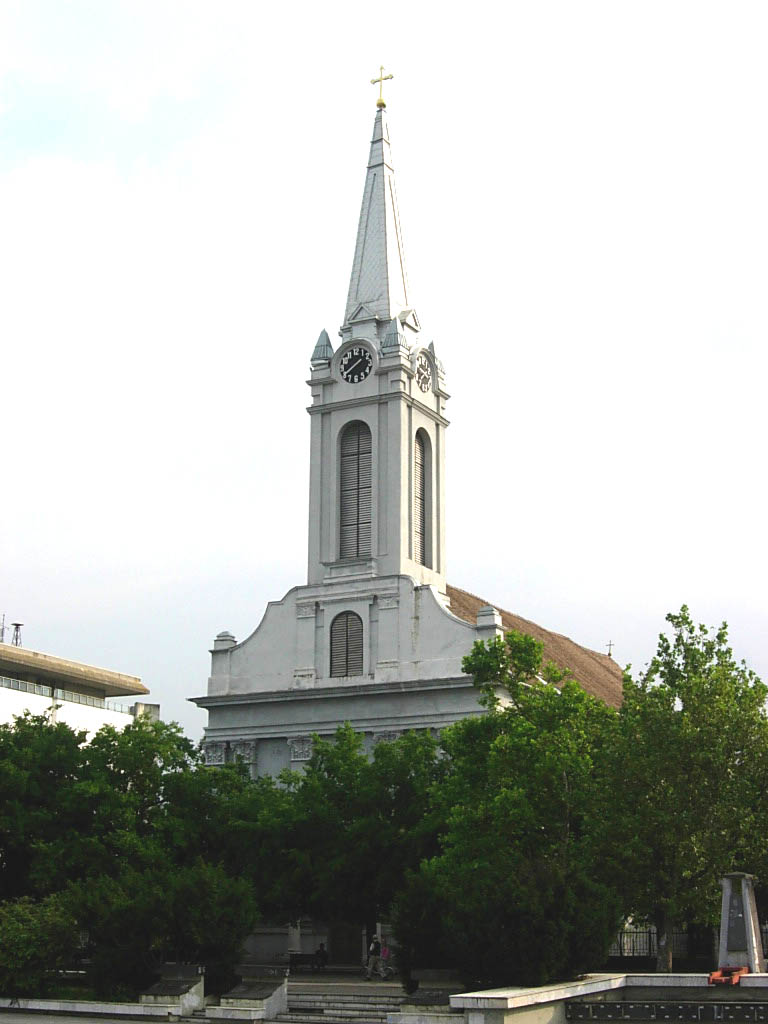
Katolska kyrkan i Bečej
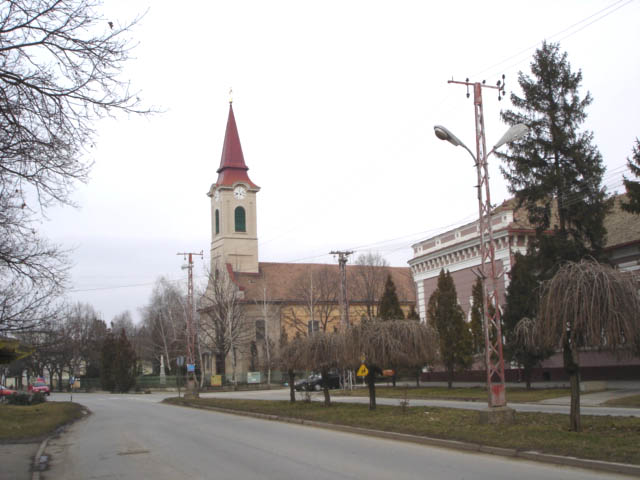
Bačko Petrovo Selo